# SAWAK
SAWAK (pers. ساواک; pełna nazwa: سازمان اطلاعات و امنیت کشور, Sazeman-e Ettela’at wa Amnijat-e Keszwar) – irańska tajna policja polityczna, służba bezpieczeństwa i wywiadu działająca w latach 1957–1979.

## Utworzenie Sawaku
Sawak został utworzony z pomocą zachodnich służb wywiadowczych – brytyjskiej Secret Intelligence Service, amerykańskiej Central Intelligence Agency oraz izraelskiego Mosadu. Sawak był głównym narzędziem represji wobec przeciwników politycznych szaha Mohammada Rezy Pahlawiego oraz jakichkolwiek sprzeciwów publicznych w Iranie. Odpowiedzialny był za torturowanie i więzienie tysięcy przeciwników reżimu. 
Założycielem i pierwszym dyrektorem, od 1958 roku do 1961 roku, był gen. Tejmur Bachtijar, który został zamordowany w zamachu w 1970 roku przez służby Sawaku. Został zastąpiony przez gen. Hasana Pakrawana, który sprawował stanowisko szefa Sawaku do 1965 roku. Pakrawan został zdymisjonowany za niewłaściwe rozprawienie się z opozycją. Jego miejsce zajął gen. Nematollah Nasiri, bliski przyjaciel szaha z dzieciństwa i szkoły.

## Współpraca z Centralną Agencją Wywiadowczą CIA
Sawak utrzymywał przez cały czas swego istnienia ścisłe stosunki z amerykańską Central Intelligence Agency. Sawak i CIA na mocy porozumienia wstrzymywały się od wszelkich operacji przeciwko sobie. Za zgodą szaha Sawak pozwalał agencjom wywiadowczym Stanów Zjednoczonych, m.in. CIA i NSA, na korzystanie z terytorium Iranu do wykonywania wszelkiego rodzaju działań wywiadowczych wymierzonych w Związek Radziecki, zwłaszcza monitorowania systemów łączności przez NSA. Sawak był także zobowiązany informować CIA o sytuacji wewnętrznej Iranu – politycznej i społecznej. W zamian CIA udostępniała Sawakowi raporty i oceny działalności wywiadu izraelskiego w Iranie oraz świadczyła wysoką pomoc materialno-finansową. Mimo bardzo dobrych stosunków pomiędzy Sawakiem i CIA agenci Sawaku śledzili Amerykanów w swym kraju i jak najbardziej ograniczali ich wpływy. Tajna policja szaha prowadziła również operacje wymierzone w działaczy studenckich na terenie USA.

## Liczebność
U szczytu swojego istnienia Sawak zatrudniał ok. 5 tys. oficerów i cywilnych pracowników etatowych, nie licząc tysięcy płatnych lub dobrowolnych informatorów i agentów.

## Rozwiązanie Sawaku
Po przejęciu władzy w Iranie przez fundamentalistów islamskich gmach kwatery głównej Sawaku został wzięty szturmem, przy czym zniszczono większość archiwum. Wielu wysokich oficerów oraz ostatniego szefa Sawaku, Nematollaha Nasiriego, postawiono przed sądem i stracono. W lutym 1979 roku Islamskie Zgromadzenie Konsultatywne zaaprobowało ustawę o rozwiązaniu Sawaku. W jego miejsce został powołany Narodowy Ośrodek Wywiadu, który w przeciwieństwie do Sawaku został pozbawiony uprawnień policyjnych.

## Szefowie Sawaku
- Tejmur Bachtijar (1957–1961)
- Hasan Pakrawan (1961–1965)
- Nematollah Nasiri (1965–1978)
- Naser Moghadam (1978–1979)